# Кама (станция)
Кама — железнодорожная станция в Камбарском районе Удмуртской республики, расположенная на юго-восточной окраине одноимённого села.
От станции отходят ответвления к Камбарской нефтебазе «Лукойл-Транс» в чётном направлении, и в порт Камбарка в нечётном направлении.

## Пассажирское следование по станции
Через станцию Кама проходят три пары пригородных электропоездов.
| № поезда            | Маршрут движения                      | № поезда            | Маршрут движения                      |
| ------------------- | ------------------------------------- | ------------------- | ------------------------------------- |
| 6511/6512           | Ижевск — Агрыз — Янаул                | 6517/6518           | Янаул — Агрыз — Ижевск                |
| 6513/6514/6524/6534 | Ижевск — Агрыз — Янаул — Красноуфимск | 6531/6521/6519/6520 | Красноуфимск — Янаул — Агрыз — Ижевск |
| 6515/6516           | Ижевск — Агрыз — Янаул                | 6525/6526           | Янаул — Агрыз — Ижевск                |

## Галерея
- Служебное здание на станции
- Мемориальная доска
- 1 платформа
- 2 платформа
- Электропоезд
- Переезд в чётной горловине
- Ответвление в порт Камбарка
- Перегон к станции со стороны ст. Камбарка